# Philip Pandely Argenti

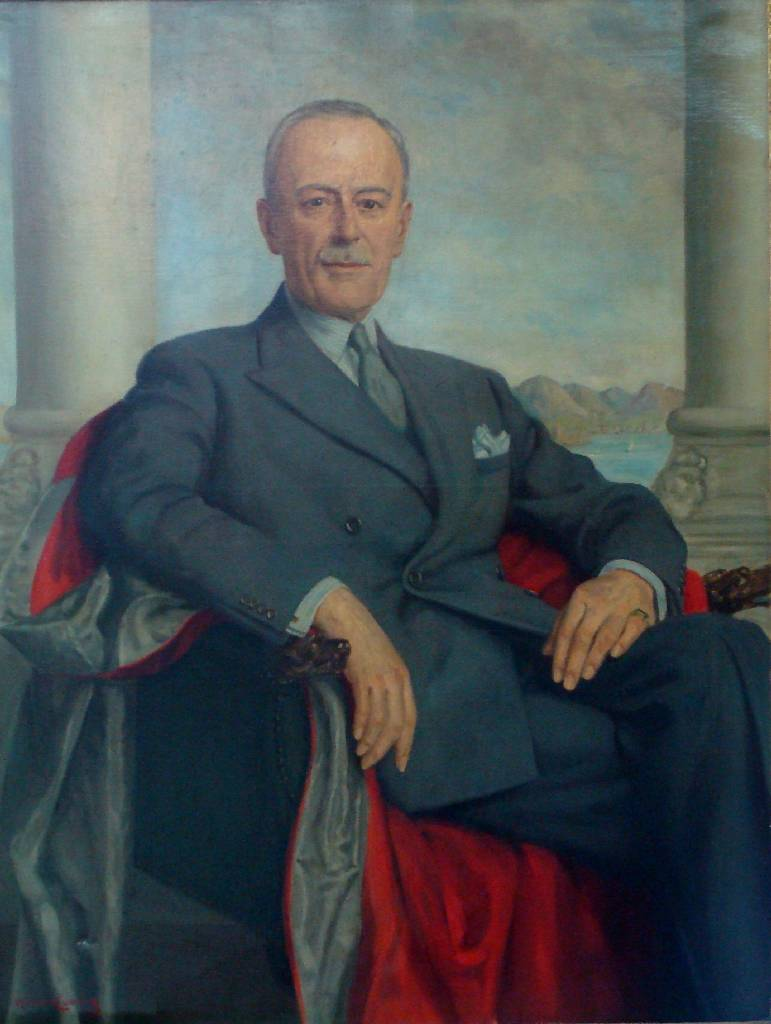
Philip Pandely Argenti, April 1930

Philip Pandely Argenti (griechisch Φίλιππος Παντελής Αργέντης Filippos Pandelis Argendis; * 1. Mai 1891 in Marseille; † 14. April 1974 in London) war griechischer Diplomat und Rechtsanwalt, Genealoge und Historiker von Chios.

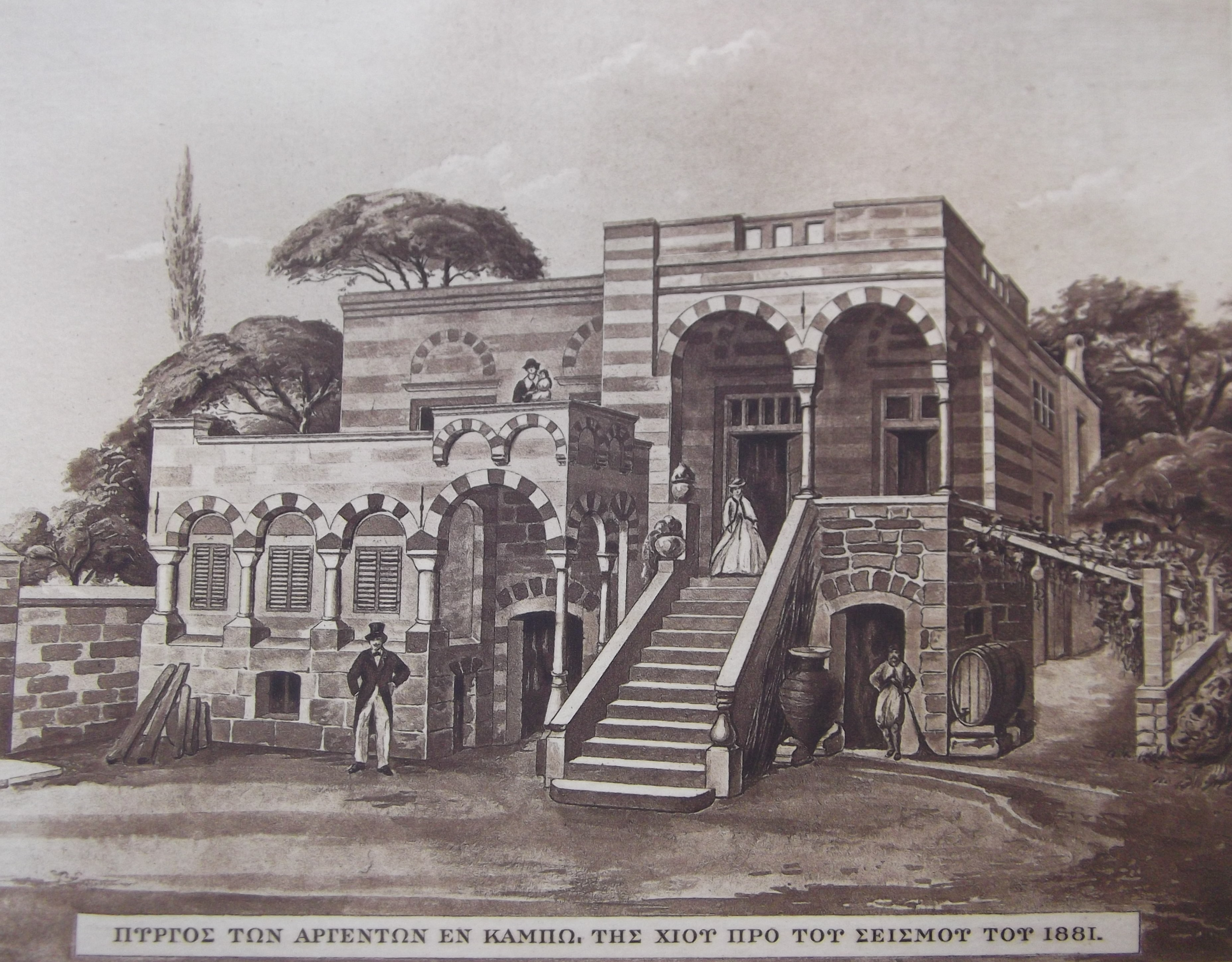
Pirgos (ehemaliger Wohnturm, später erweitert) der Familie Argenti auf dem Kambos von Chios vor dem Erdbeben von 1881

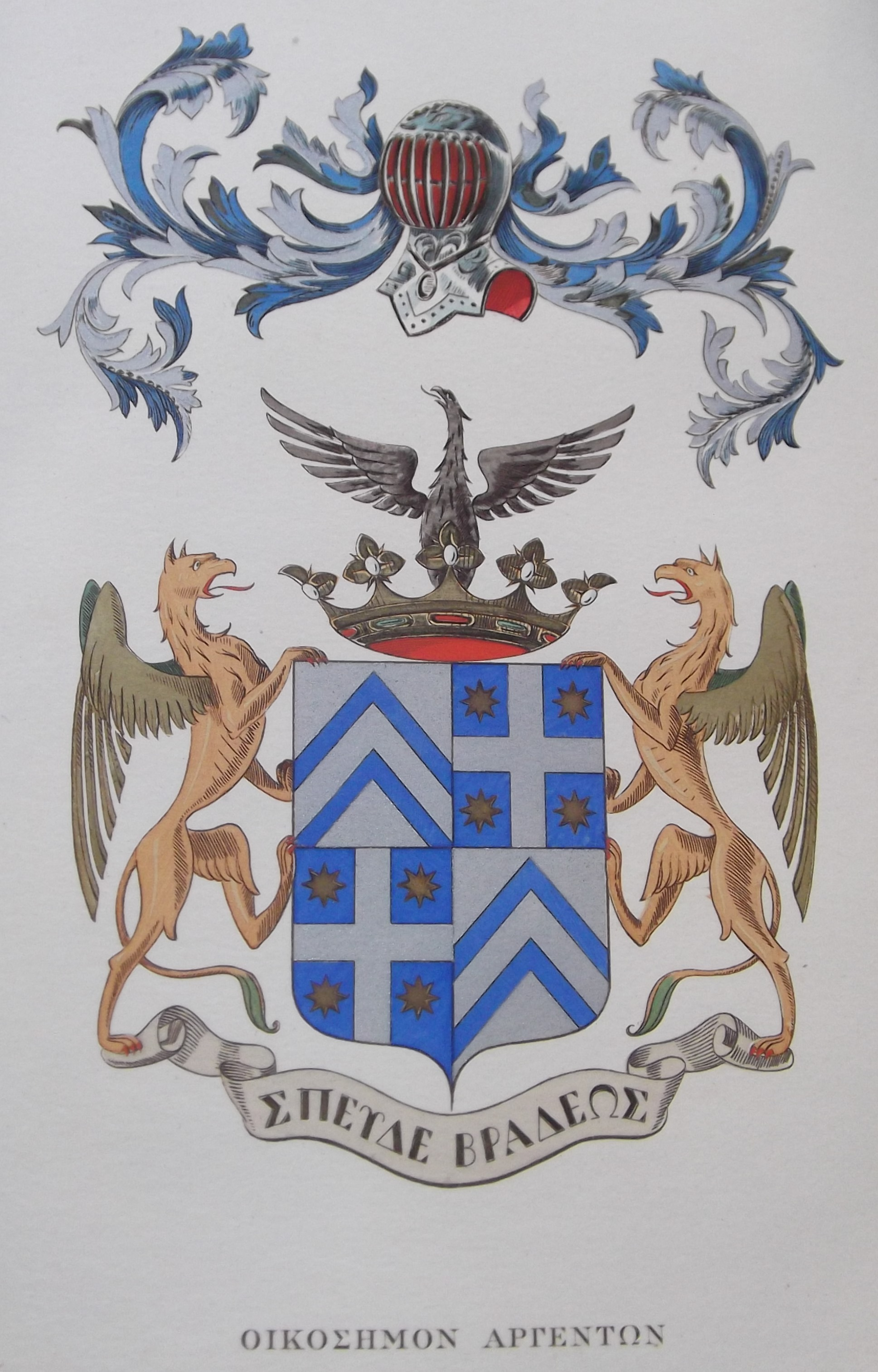
Wappen der Familie Argenti von Chios

## Herkunft und Leben
Philip P. Argenti entstammt der alteingesessenen Chioter Adelsfamilie der Argenti. Die Familie stammte ursprünglich aus der kleinen Stadt Ariento in Italien in der Nähe von Genua. Das erste urkundlich nachweisbare Familienmitglied ist Lorenzo Argenti, welcher, nachdem er am ersten Kreuzzug (1096–1099) teilgenommen hatte, sich in Konstantinopel niederließ.
Auf Chios lässt sich die Familie in ununterbrochener Folge mit der Erwähnung von Lorenzo Argenti im Jahre 1511 nachweisen. Die Familie zählte zu den ersten und ältesten auf Chios und stellte Mitglieder ins Archontat. 1822, beim Massaker von Chios wurden die Notabeln (Kotzabasiden) als Geiseln genommen und am 6. Mai 1822 auf dem Platz Vounaki gehängt, darunter auch der Ururgroßvater von Philip P. Argenti, Leonidas Argenti (1743–1822). Während des türkischen Massakers gelang es der Familie, das Land zu verlassen und ließ sich in Westeuropa an verschiedenen Handelsplätzen nieder, vornehmlich aber in London.
Philip P. Argenti war das vierte von insgesamt fünf Kindern des Pandely Leonidas Argenti (London 1853–London 1911) und der Fanny Schilizzi (London 1854–London 1926). Argenti erhielt seine juristische Ausbildung in England am Winchester College (Cook’s House 1906–1910) und Christ Church College in Oxford (1910–1912) und an der Universität von Athen. Seine erste berufliche Tätigkeit war 1922 die eines Rechtsanwalt vor höheren Gerichten (Barrister-at-law) in Athen. 1923 trat er in den griechischen diplomatischen Dienst. Er war Berater von griechischen Gesandtschaften an die exilierten Regierungen von Polen, Belgien und Luxemburg. Er diente im Ersten Weltkrieg 1914–1918 im dritten griechischen Kavallerieregiment und nahm am Kleinasienfeldzug 1923 teil. In seinen späteren Jahren war er Kulturbotschafter an der Königlich Griechischen Botschaft in London.

## Argenti als Historiker
Philip Argenti ist der bedeutendste Historiker der Insel und veröffentlichte eine Vielzahl von Monographien und Quelleneditionen zur Geschichte von Chios. Seine Werke zeichnen sich durch großen Materialreichtum aus. Da die historische Überlieferung in ganz Griechenland in den Zeiten der Türkenherrschaft äußerst gering war, kaum griechische Quellen existierten und diejenigen aus der Zeit vor der Türkenherrschaft weitgehend zerstört worden waren, sah er seine erste Aufgabe darin, das Material, welches in ausländischen Archiven (diplomatische Korrespondenz, Reiseberichte usw.) vorhanden war, zu sammeln, einzuleiten und zu präsentieren. Argenti verfasste auch eine Geschichte seiner eigenen Familie, des Hauses Argenti auf Chios. Seine Bibliographie zu Chios (1933) stellt ein monumentales Werk dar, welches bislang keine Fortsetzung gefunden hat. Er förderte auf vielfältige Weise die Bewahrung des kulturellen Erbes von Chios. Neben eigenen wissenschaftlichen Arbeiten edierte er mehrere Manuskripte anderer Autoren, welche schwer zugänglich waren oder sonst nicht publiziert worden wären.
Außerdem förderte Argenti die bedeutenden Ausgrabungen des englischen Archäologen Sinclair Hood in Emborios und Agio Gala. 1932 gründete er die „Argenti-Gesellschaft“ zur Erhaltung der historischen und folkloristischen Sammlungen, welche in einem der Räume des Gymnasiums von Chios (Chios High School, heute Korais Bibliothek) untergebracht waren. Weitere Stiftungen Argentis vermehrten die Sammlungen. Später fügte er einen weiteren Raum an das Museumsgebäude an, um seine Bücher, seine Sammlung an historischen Gemälden und Drucken, und die folkloristische Sammlung unterzubringen. Diese neuen Räume wurden 1962 zum fünfzigsten Jahrestag der Befreiung von Chios eröffnet und bilden heute das „Philip Argenti Museum“. Das Museum besteht jetzt aus zwei Teilen: dem Folklore Museum, und der Gemäldegalerie, während die Bücher in die Buchbestände der Korais-Bibliothek eingegliedert wurden.

## Familie
Argenti heiratete am 20. Februar 1930 in St Sophia, Moscow Road, Bayswater, London, England Alexandra Helen (Stephen) Schilizzi, ebenfalls aus altem chiotischem Adel, geboren am 28. April 1904 in London, gestorben am 23. März 1988 in London, England. Dieser Ehe entstammen drei Kinder: 1. Fanny Sybil (Philip) Argenti, geboren am 28. Februar 1931, wohnhaft London, England, verstorben nach 1984; 2. Georgina Julia Susan (Philip) Argenti, geboren am 28. November 1939, wohnhaft in London, England; und 3. Pandely Paul Lorenzo Stephen (Philip) Argenti, geboren am 22. Dezember 1943, wohnhaft in London, England.

## Auszeichnungen
Argentis Verdienste um die Insel Chios wurden mehrfach gewürdigt: 1920 und 1953 überreichte ihm die Stadt Chios eine Ehrenbürgerrechtsurkunde; er ist auch Träger der Goldmedaille der Stadt Chios. 1928 wurde er zum Grand Officer des Ordens vom Heiligen Grab und Träger des Kreuzes vom Berg Athos ernannt. Die Athener Akademie ehrte ihn für seine wissenschaftlichen Werke 1938 mit ihrer Silbermedaille und 1947 wurde er deren korrespondierendes Mitglied. Auch seine militärischen Leistungen für Griechenland wurden mit mehreren Auszeichnungen herausgehoben.

## Porträt
- Philip P. Argenti, Ölgemälde von Philip Alexius de László von April 1930, heute in der Korais Bibliothek in Chios Stadt .

## Werke
- 1922: Historia tou chiakou oikou Argente (Geschichte des chiotischen Hauses Argenti). En Athenais: P. D. Sakellarios. 371 S.
- 1932: The Massacres of Chios: Described in Contemporary Diplomatic Reports. London: John Lane, The Bodley Head Ltd.
- 1933a: The Expedition of Colonel Fabvier to Chios: Described in Contemporary Diplomatic Reports. Edited with an introduction by Philip Argenti. London: John Lane, The Bodley Head Ltd.
- 1933b: Chius Liberata, or the Occupation of Chios by the Greeks in 1912, as Described in Contemporary Documents and Chios During the Great War. Edited with an Introduction by Philip P. Argenti. London: John Lane, The Bodley Head Ltd.
- 1934: The Expedition of the Florentines to Chios (1599): Described in Contemporary Diplomatic Reports and Military Dispatches. London: John Lane, The Bodley Head Ltd.
- 1935: The Occupation of Chios by the Venetians (1694): Described in Contemporary Diplomatic Reports and Official Dispatches. Edited with an Introduction by Philip P. Argenti. London: John Lane, The Bodley Head Ltd.
- (Hrsg.) 1937a: Mankanas (Mankana), Skarlatos N., Χιας, ητοι Εμμετρος αφηγησις των κυριωτερων μυθολογικων και ιστορικων επεισοδιων της νησου Χιου απο των αρχαιοτατων αυτης χρονων μεχρι των καθ’ ημας ημερων. Ποιημα επικον … Εκδοθεν επιμελεια Φιλιππου Π. Αργεντη. (Chios, das ist ….. der besten mythologischen und historischen Episoden der Insel Chios von den ältesten Zeiten bis heute. Gedichte …. Herausgegeben … von Philippos P. Argenti). Αθηνησιν: Typois Pyrsou. pp. ιστ. 170.
- (Hrsg.) 1937b: Historia tēs nēsu Chiu: apo tōn archaiotatōn chronōn mechri tu 1700 M. Ch. (Geschichte der Insel Chios von den ältesten Zeiten bis 1700 n. Chr., von Konstantin A. Sgouros). 2 Bde. Hrsg. von Philip P. Argenti. Athen: Pyrsos.
- 1940: Bibliography of Chios: From Classical Times to 1936. Oxford: Clarendon Press.
- 1941: Chius Vincta or the Occupation of Chios by the Turks (1566) and Their Administration of the Island (1566–1912): Described in Contemporary Diplomatic Reports and Official Dispatches. Edited with an Introduction by Philip P. Argenti. Cambridge: Cambridge University Press.
- (Hrsg.) 1943: Hieronimo Giustiniani’s History of Chios. Edited, with an introduction by Philip P. Argenti. Cambridge: Cambridge University Press.
- 1946: (zusammen mit) Stilpon P. Kyriakidis: Ē Chios para tus geōgraphus kai periēgētais. (Chios bei den Geographen und den Reisenden). 3 Bde. Athen: Estia.
- 1949 (zusammen mit) Herbert Jennings Rose: The Folklore of Chios. 2 Bde. Cambridge: Cambridge University Press.
- 1953: The Costumes of Chios: Their Development from the XVth to the XXth Century. London: B.T. Batsford Ltd., 4 Fitzhardinge Street, Portman Square London, W.I.XVI. 338 pp., 111 plates.
- (Hrsg.) 1954: Diplomatic Archive of Chios, 1577–1841. 2 Bde. Cambridge: Cambridge University Press.
- 1955a, b: Libro d’Oro de la Noblesse de Chio. 2 Bde. Bd. 1: Notices Historiques. Bd. 2: Arbres Généalogiques. Oxford: Oxford University Press. (Bd. 1 Argenti – Argentes, S. 51–56. Bd. 2: Stammtafel, S. 9–15).
- 1958a, b, c: The Occupation of Chios by the Genoese and Their Administration of the Island 1346–1566: Described in Contemporary Documents and Official Dispatches. With a Preface by Sir Steven Runciman. 3 Bde. Bd. I: Text. Bd. II: Codex and Documents. Bd. III: Notarial Deeds. Cambridge: Cambridge University Press.
- 1962: Smith, Arnold C.: The Architecture of Chios: Subsidiary Buildings, Implements and Crafts. Edited by Philip Argenti. London: Tison. VIII, 171, 226 S.
- 1966: The Occupation of Chios by the Germans and their Administration of the Island: Described in Contemporary Documents. Cambridge: Cambridge University Press.
- 1970: The Religious Minorities of Chios: Jews and Roman Catholics. Cambridge: Cambridge University Press. 581 S.
- 1979: The Mahona of the Giustiniani. Byzantinische Forschungen Jg. 6, S. 1–35.